# Phymatopteris longisquamata
Phymatopteris longisquamata là một loài thực vật có mạch trong họ Polypodiaceae. Loài này được (Tagawa) Pic. Serm. miêu tả khoa học đầu tiên năm 1973.